# Josep Llobet Navarro
Josep Llobet (Gavà, 22 de setembre de 1963) és un polític català del Partit Popular, diputat al Parlament de Catalunya en la VII, VIII, IX i X Legislatures.

## Biografia
Llicenciat en dret, és funcionari de l'administració civil de l'Estat. A les eleccions municipals espanyoles de 1995 fou escollit regidor de Gavà, on ha estat portaveu del grup municipal popular. Ha estat vocal de la Comissió Informativa de Territori i Sostenibilitat de la Diputació de Barcelona i assessor del Delegat del Govern Espanyol a Catalunya.
Ha estat elegit diputat a les eleccions al Parlament de Catalunya de 2003, 2006 i 2010. Ha estat portaveu adjunt de la Junta de Portaveus. El 2011 deixà el seu escó quan fou nomenat vicepresident tercer de la Diputació de Barcelona.